# Festival di Berlino 1963

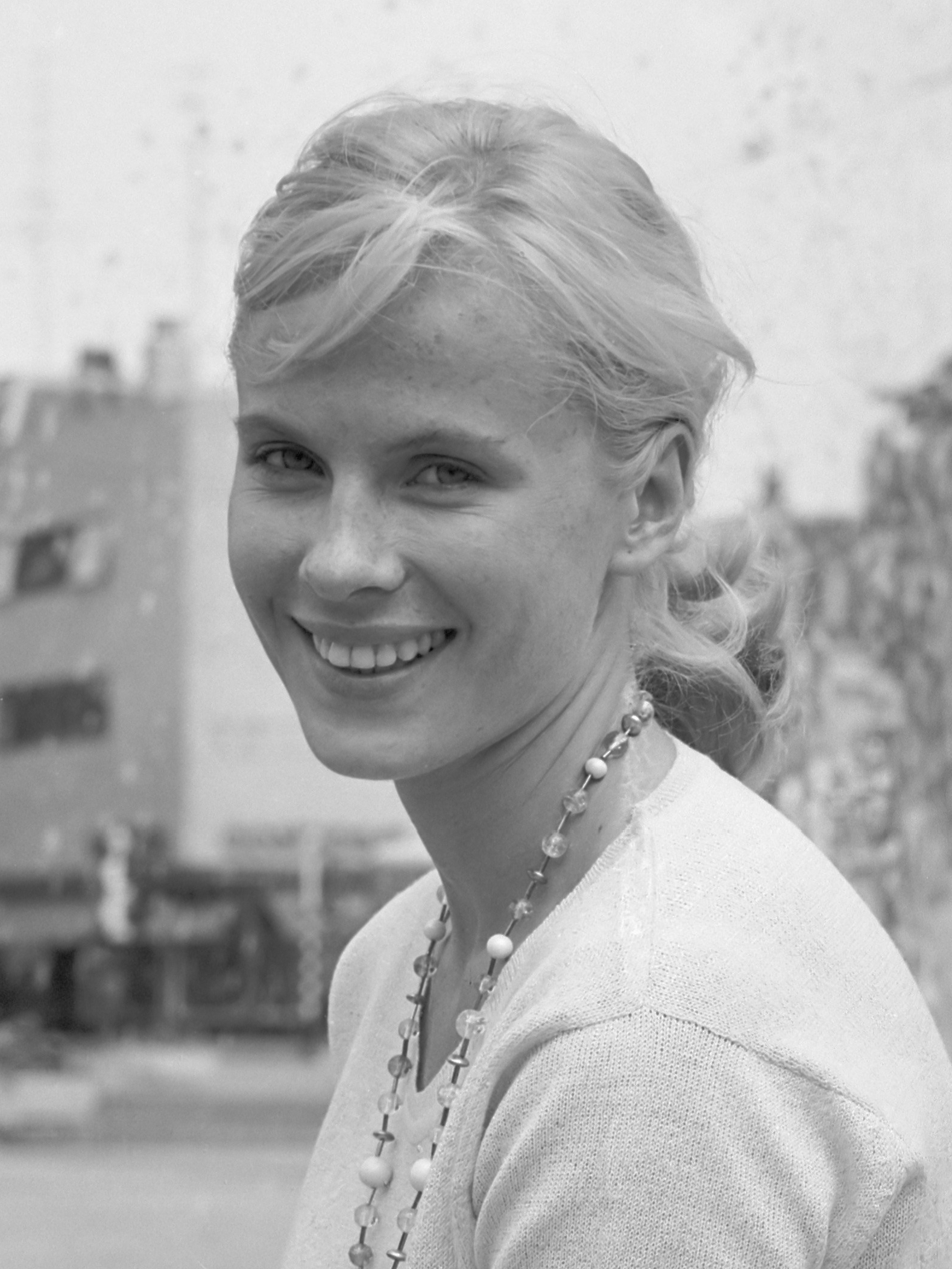
Bibi Andersson, Orso d'argento per la migliore attrice.

La 13ª edizione del Festival internazionale del cinema di Berlino si è svolta a Berlino dal 21 giugno al 2 luglio 1963, con lo Zoo Palast come sede principale. Direttore del festival è stato per il tredicesimo anno Alfred Bauer.
L'Orso d'oro è stato assegnato ex aequo al film italiano Il diavolo di Gian Luigi Polidoro e al film giapponese Bushidô zankoku monogatari di Tadashi Imai.
Il film di apertura del festival è stato Un treno è fermo a Berlino di Rolf Hädrich.
In questa edizione sono stati assegnati per la prima volta il premio INTERFILM, introdotto per richiamare l'attenzione sul rispetto tra diverse tradizioni religiose e filosofiche, e il premio UNICRIT conferito dalla Union de la Critique de Cinéma.
Le retrospettive di questa edizione sono state dedicate all'attrice Elisabeth Bergner e ai registi E.A. Dupont, Karl Grune e Yasujirō Ozu.

## Storia

Friedrich Luft, curatore del "ponte-TV" con Berlino Est.

Dopo lo scarso successo delle ultime edizioni, la 13ª Berlinale fu caratterizzata da accese discussioni e numerose proposte per un cambio di passo furono messe sul tavolo prima e dopo la rassegna. Il numero di film in concorso venne ridotto, lo "status A" fu nuovamente messo in discussione e si parlò anche della possibilità di tenere il festival ogni due anni, suggerimento respinto da una risoluzione del Senato di Berlino che ritenne necessaria una "documentazione ininterrotta di film", soprattutto in un periodo in cui la concorrenza della televisione e lo sviluppo di una nuova generazione di registi stavano riportando il cinema alla sua "entelechia artistica".
Altre modifiche proposte riguardarono un premio per i "Paesi emergenti", per evitare uno squilibrio con la cinematografia europea e americana, l'eliminazione dei cortometraggi a causa della rivalità con i festival di Oberhausen e Mannheim, una riduzione generale del numero di eventi organizzati, l'introduzione di un concorso per le accademie cinematografiche e la partecipazione alla programmazione di giovani critici cinematografici come Ulrich Gregor e Enno Patalas, editori della rivista Filmkritik. Il fatto che si trattasse non solo di capaci commentatori ma anche di alcuni dei critici più acuti del festival resero tuttavia il direttore Alfred Bauer titubante nel prenderli sotto la sua ala.

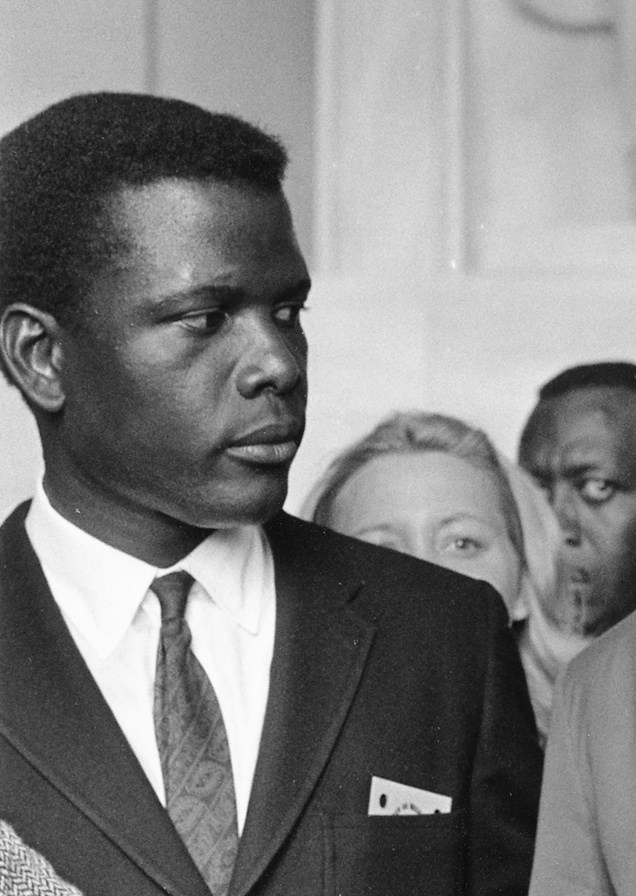
Sidney Poitier, per la seconda volta Orso d'argento per il miglior attore.

I vertici della Berlinale si trovarono impreparati su come rendere la struttura organizzativa più flessibile ed efficiente. Le difficoltà nel guidare il festival su una nuova rotta, tra interessi politici ed economici e esigenze artistiche, furono espresse in un articolo scritto da Bauer su Der Tagesspiegel il 2 giugno 1963, poco prima dell'inaugurazione. Oltre a difendere i successi del passato, Bauer insistette sulla "natura ideale" del suo compito di organizzare un evento artistico e sottolineò l'importanza cruciale della continuità, ricevendo le critiche dei giovani registi tedeschi che continuarono a mantenere la loro distanza dal festival.
Un'altra novità di questa edizione fu il cosiddetto "ponte-TV", un programma di proiezioni moderato dal critico Friedrich Luft che dal 27 giugno per sei giorni, consentì ai residenti di Berlino Est di assistere a una selezione dei film in competizione. Con l'erezione del muro avvenuta due anni prima, il Senato e la direzione del festival si sentirono obbligati a mantenere le relazioni con la parte orientale della città e il tentativo di superare simbolicamente questa divisione e trasmettere parte del programma della rassegna via etere fu visto dai contemporanei come un gesto politico esplosivo.
Dal punto di vista artistico, la crisi di contenuti già evidenziata nell'edizione precedente continuò anche quest'anno e, nonostante le decisioni della giuria, la critica ritenne L'immortale di Alain Robbe-Grillet, Giovani prede di Nikos Koundouros e I gigli del campo di Ralph Nelson le pellicole più interessanti. I film tedeschi furono ancora una volta accolti negativamente da critica e pubblico, in particolare Fuga da Mauthausen di Edwin Zbonek che il critico Herbert Ihering definì addirittura «uno degli errori più imbarazzanti nella storia del cinema».
Ma ciò che tenne in sospeso i berlinesi nei giorni del festival non fu tanto il suo livello artistico o lo scarso numero di celebrità giunte da Hollywood (tra le poche, Sidney Poitier, Lex Barker e John Huston, arrivato con la figlia dodicenne Anjelica) quanto la visita di John F. Kennedy che il 26 giugno ribadì l'impegno americano nei confronti della Germania Ovest e criticò con asprezza la costruzione del muro come esempio dei fallimenti dell'ideologia comunista, pronunciando lo storico "Ich bin ein Berliner".

## Giurie

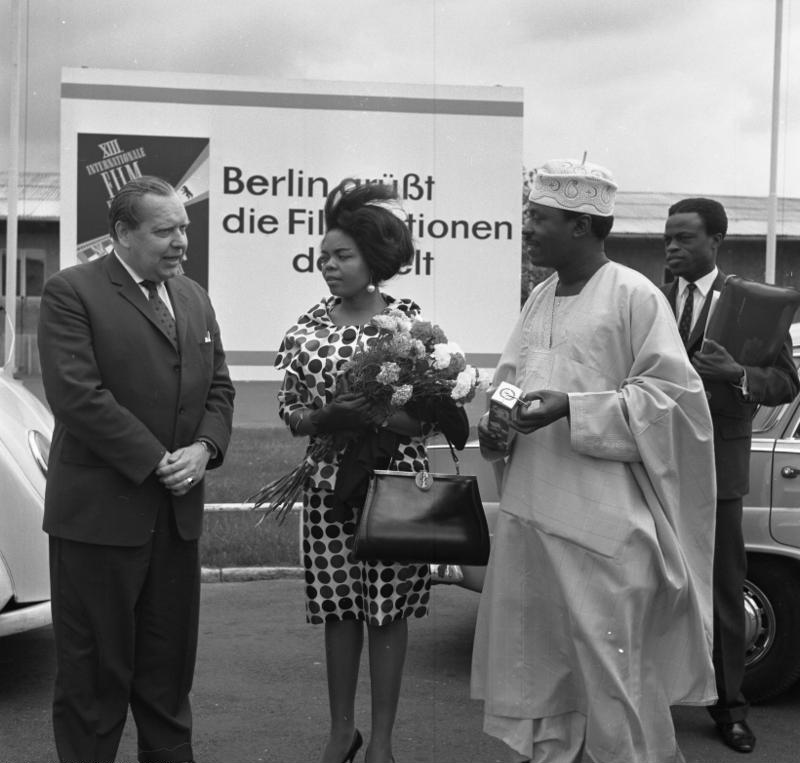
Il ministro della cultura nigeriano T.O.S. Benson, presidente della giuria "Documentari e cortometraggi", al suo arrivo a Berlino.

### Giuria internazionale
- Wendy Toye, attrice e regista (Regno Unito) - Presidente di giuria[8]
- Henry Sokal (Germania Ovest)
- Fernando Ayala, regista, sceneggiatore e produttore (Argentina)
- Jean-Pierre Melville, regista e sceneggiatore (Francia)
- Baldev Raj Chopra, regista e produttore (India)
- Guglielmo Biraghi, giornalista e critico cinematografico (Italia)
- Masatora Sakurai (Giappone)
- Karl Malden, attore (Stati Uniti)
- Günther Engels (Germania Ovest)

### Giuria "Documentari e cortometraggi"
- T.O.S. Benson (Nigeria), ministro della cultura - Presidente di giuria[8]
- Charles Boost, illustratore e scrittore (Paesi Bassi)
- Volker Baer, giornalista (Germania Ovest)
- Carlos Fernández Cuenca, giornalista e critico cinematografico (Spagna)
- Børge Høst, regista, sceneggiatore e produttore (Danimarca)
- Wolfgang Kiepenheuer, regista e produttore (Germania Ovest)
- Abdel Rahim Sorour (Emirati Arabi Uniti)

## Selezione ufficiale
- L'amante (Älskarinnan), regia di Vilgot Sjöman (Svezia)
- Bushidô zankoku monogatari, regia di Tadashi Imai (Giappone)
- The Caretaker - Il guardiano, regia di Clive Donner (Regno Unito)
- Il cielo chiude un occhio (Un drôle de paroissien), regia di Jean-Pierre Mocky (Francia)
- Il diavolo, regia di Gian Luigi Polidoro (Italia)
- El less wal kilab, regia di Kamal El Sheikh (Egitto)
- Freud - Passioni segrete (Freud), regia di John Huston (Stati Uniti)
- Fuga da Mathausen (Mensch und Bestie), regia di Edwin Zbonek (Germania Ovest, Jugoslavia)
- I gigli del campo (Lilies of the Field), regia di Ralph Nelson (Stati Uniti)
- Giovani prede (Mikres Afrodites), regia di Nikos Koundouros (Grecia)
- Ha-Martef, regia di Natan Gross (Israele)
- L'immortale (L'Immortelle), regia di Alain Robbe-Grillet (Francia, Italia, Turchia)
- Io e la donna (Le soupirant), regia di Pierre Étaix (Francia)
- Leven en dood op het land, regia di Emile Degelin (Belgio)
- Retalhos da Vida de Um Médico, regia di Jorge Brum do Canto (Portogallo)
- La rimpatriata, regia di Damiano Damiani (Italia, Francia)
- Sahib Bibi Aur Ghulam, regia di Abrar Alvi (India)
- Sulla sabbia è passata la morte (Los inocentes), regia di Juan Antonio Bardem (Spagna, Argentina)
- La terraza, regia di Leopoldo Torre Nilsson (Argentina)
- Un treno è fermo a Berlino (Verspätung in Marienborn), regia di Rolf Hädrich (Francia, Italia, Germania Ovest)
- Yeolnyeomun, regia di Shin Sang-ok (Corea del Sud)
- Yksityisalue, regia di Maunu Kurkvaara (Finlandia)

### Documentari e cortometraggi
- Bowspelement, regia di Charles Huguenot van der Linden (Paesi Bassi)
- Flaming Poppies, regia di Hushang Shafti (Iran)
- Garrincha, alegria do povo, regia di Joaquim Pedro de Andrade (Brasile)
- Der große Atlantik, regia di Peter Baylis (Germania Ovest)
- The Home-Made Car, regia di James Hill (Regno Unito)
- Merci, Monsieur Schmitz, regia di Alain Champeaux e Pierre Vetrine (Francia)
- Tori, regia di Errko Kivikoski (Finlandia)
- Wähle das Leben, regia di Erwin Leiser (Svizzera, Svezia, Austria)

## Premi

### Premi della giuria internazionale
- Orso d'oro: ex aequo
Il diavolo di Gian Luigi Polidoro
Bushidô zankoku monogatari di Tadashi Imai
- Orso d'argento, gran premio della giuria: The Caretaker - Il guardiano di Clive Donner
- Orso d'argento per il miglior regista: Nikos Koundouros, per Giovani prede
- Orso d'argento per la migliore attrice: Bibi Andersson, per L'amante di Vilgot Sjöman
- Orso d'argento per il miglior attore: Sidney Poitier, per I gigli del campo di Ralph Nelson

### Premi della giuria "Documentari e cortometraggi"
- Orso d'argento (documentari): Der große Atlantik di Peter Baylis
- Orso d'oro per il miglior cortometraggio: Bowspelement di Charles Huguenot van der Linden
- Orso d'argento (cortometraggi): The Home-Made Car di James Hill
- Orso d'argento, premio straordinario della giuria (cortometraggi):
Tori di Errko Kivikoski
Flaming Poppies di Hushang Shafti

### Premi delle giurie indipendenti
- Premio FIPRESCI: ex aequo Giovani prede di Nikos Koundouros e La rimpatriata di Damiano Damiani
- Premio OCIC: I gigli del campo di Ralph Nelson
- Premio UNICRIT: Sulla sabbia è passata la morte di Juan Antonio Bardem
- Premio INTERFILM: I gigli del campo di Ralph Nelson
Raccomandazione: Ha-Martef di Natan Gross
- Jugendfilmpreis:
Miglior lungometraggio: ex aequo Ha-Martef di Natan Gross e Un treno è fermo a Berlino di Rolf Hädrich
Menzione d'onore: I gigli del campo di Ralph Nelson
Miglior cortometraggio: Merci, Monsieur Schmitz di Alain Champeaux e Pierre Vetrine
Menzione d'onore: The Home-Made Car di James Hill